# Stefan Norris
Stefan Norris (ur. 29 kwietnia 1894 w Warszawie, zm. 24 grudnia 1979 w Bukareszcie) – polski i rumuński scenograf filmowy.

## Życiorys
Kształcił się w Szkole Sztuk Pięknych w Warszawie i na Politechnice Wiedeńskiej. Z zawodu architekt, także architekt wnętrz. Jako scenograf debiutował w 1924 filmem Śmierć za życie. Symfonia ludzkości. Był dekoratorem i autorem scenografii w ponad 100 filmach fabularnych nakręconych w kinie polskim w latach 1924–1939. Przy wielu z nich współpracował z innym utalentowanym scenografem, z wykształcenia także architektem – inż. Jackiem Rotmilem. Założył z nim firmę, która zmonopolizowała polski rynek dekoracji filmowej. W okresie międzywojennym pracował przy ponad stu filmach. Wiele filmów z jego scenografią otrzymało wyróżnienia i nagrody na festiwalach filmowych w Wenecji, Lwowie i Moskwie.
W 1938 wyjechał do Bejrutu. W czasie wojny został internowany w Rumunii. Już w 1943 był scenografem filmu O noapte furtunoasă. Po wojnie osiadł w Bukareszcie, gdzie odnosił sukcesy jako scenograf i reżyser w teatrach Odeon i Narodowy (rum. Teatrul Odeon, Teatrul Național „Ion Luca Caragiale”) w Bukareszcie. W latach 1943–1974 był scenografem przy sześciu filmach rumuńskich. W latach 50. XX w. został dyrektorem techniczno-artystycznym Teatrul Național. Był autorem rumuńskich sztuk teatralnych, realizował także filmy i programy telewizyjne. W 1959 opracował gościnnie jako scenograf i reżyser Bezimienną gwiazdę Mihaila Sebastiana w Teatrze Rozmaitości w Warszawie.
Przetłumaczył na język rumuński Moralność pani Dulskiej.

## Filmografia
1924
- Śmierć za życie. Symfonia ludzkości – scenografia

1927
- Kochanka Szamoty – scenografia
- Bunt krwi i żelaza – scenografia

1928
- Szaleńcy – scenografia
- Ludzie dzisiejsi – scenografia
- Huragan – scenografia
- Dzikuska – scenografia

1929
- Z ramion w ramiona – scenografia
- Z dnia na dzień – scenografia
- Tajemnica skrzynki pocztowej – scenografia
- Ponad śnieg – scenografia
- Pod banderą miłości – scenografia
- 9.25. Przygoda jednej nocy – scenografia

1930
- Wiatr od morza – scenografia
- Uroda życia – scenografia
- Sztabskapitan Gubaniew. Golgota Ziemi Chełmskiej – scenografia
- Niebezpieczny romans – scenografia
- Mascotte – scenografia
- Halka – scenografia
- Gwiaździsta eskadra – scenografia

1931
- Straszna noc – scenografia
- Krwawy wschód – scenografia
- Cham – scenografia

1932
- Ułani, ułani, chłopcy malowani – scenografia
- Szyb L-23 – scenografia
- Sto metrów miłości – scenografia
- Puszcza – scenografia
- Księżna Łowicka – scenografia
- Głos pustyni – scenografia
- Dzikie pola – scenografia
- Biała trucizna – scenografia
- Bezimienni bohaterowie – scenografia

1933
- Romeo i Julcia – scenografia
- Przybłęda – scenografia
- Pod Twoją obronę – scenografia
- Każdemu wolno kochać – scenografia
- Jego ekscelencja subiekt – scenografia
- 12 krzeseł – scenografia
- 10% dla mnie – scenografia

1934
- Śluby ułańskie – scenografia
- Pieśniarz Warszawy – scenografia
- Parada rezerwistów – scenografia
- Młody las – scenografia
- Kocha, lubi, szanuje – scenografia
- Czy Lucyna to dziewczyna? – scenografia
- Czarna perła – scenografia
- Córka generała Pankratowa – scenografia
- Co mój mąż robi w nocy… – scenografia

1935
- Wacuś – scenografia
- Rapsodia Bałtyku – scenografia
- Nie miała baba kłopotu – scenografia
- Manewry miłosne – scenografia
- Kochaj tylko mnie – scenografia
- Jaśnie pan szofer – scenografia
- Dzień wielkiej przygody – scenografia
- Dwie Joasie – scenografia
- Antek policmajster – scenografia
- ABC miłości – scenografia

1936
- Wierna rzeka – scenografia
- Trędowata – scenografia
- Tajemnica panny Brinx – scenografia
- Straszny dwór – scenografia
- Róża – scenografia
- Papa się żeni – scenografia
- Pan Twardowski – scenografia
- Jego wielka miłość – scenografia
- Dwa dni w raju – scenografia
- Dodek na froncie – scenografia
- Bolek i Lolek – scenografia
- Bohaterowie Sybiru – scenografia
- Będzie lepiej – scenografia
- Barbara Radziwiłłówna – scenografia
- Ada! To nie wypada! – scenografia
- 30 karatów szczęścia – scenografia

1937
- Znachor – scenografia
- Ułan księcia Józefa – scenografia
- Ty, co w Ostrej świecisz Bramie – scenografia
- Trójka hultajska – scenografia
- Ślubowanie – scenografia
- Skłamałam – scenografia
- Piętro wyżej – scenografia
- Pani minister tańczy – scenografia
- Ordynat Michorowski – scenografia
- Niedorajda – scenografia
- Halka – scenografia
- Dziewczęta z Nowolipek – scenografia
- Dybuk – scenografia

1938
- Zapomniana melodia – scenografia
- Wrzos – scenografia
- Strachy – scenografia
- Serce matki – scenografia
- Robert i Bertrand – scenografia
- Rena – scenografia
- Paweł i Gaweł – scenografia
- Ostatnia brygada – scenografia
- Moi rodzice rozwodzą się – scenografia
- Mateczka – scenografia
- List do matki – scenografia
- Królowa przedmieścia – scenografia
- Kościuszko pod Racławicami – scenografia
- Kobiety nad przepaścią – scenografia
- Granica – scenografia
- Gehenna – scenografia
- Florian – scenografia
- Dziewczyna szuka miłości – scenografia
- Druga młodość – scenografia

1939
- Żona i nie żona – scenografia
- Złota Maska – scenografia
- Włóczęgi – scenografia
- U kresu drogi – scenografia
- Trzy serca – scenografia
- Testament profesora Wilczura – scenografia
- Sportowiec mimo woli – scenografia
- Przez łzy do szczęścia – scenografia
- O czym się nie mówi... – scenografia
- Kłamstwo Krystyny – scenografia
- Ja tu rządzę – scenografia
- Geniusz sceny – scenografia
- Bogurodzica – scenografia

1943
- O noapte furtunoasă

1946
- Visul unei nopți de iarnă

1950
- Răsună valea

1951
- În sat la noi (W naszej wsi)

1964
- Titanic-Vals

1975
- Mastodontul[5].